# Vestervangsskolen
Vestervangsskolen er en dansk folkeskole, der er beliggende i det nordvestlige Randers. Skolen er med sine knap 1.000 elever den største folkeskole i Randers Kommune og har mellem tre og seks klasser fra 0. til 9. klasse.
Skolen blev indviet i 1964 og er tegnet af arkitekterne Buhl & Klithøj, der også har tegnet naboen, Randers HF & VUC.
Skolens bygninger er overvejende opført i et plan og består af en række parallelle fløje, som forbindes med en tværgående hovedbygning. En mindre del af skolen har en underetage, der grundet skolens placering i terrænet fremstår som stueplan.
Der er store grønne områder omkring skolen og mellem fløjene. Derudover har skolen en stor central skolegård.